# Lettlands Davis Cup-lag
Lettlands Davis Cup-lag styrs av lettiska tennisförbundet och representerar Lettland i tennisturneringen Davis Cup, tidigare International Lawn Tennis Challenge. Lettland debuterade i sammanhanget 1993, och spelade i Europa-Afrikazonens Grupp I 2008.